# Park Narodowy Retezat
Park Narodowy Retezat – park narodowy położony w południowo-zachodniej Rumunii, w Karpatach Południowych. Obszar objęty został ochroną jako park narodowy w 1935, ale tradycje ochrony sięgają roku 1840. Początkowo zajmował powierzchnię 11 466 ha, ale w 1990 roku został rozszerzony do 38 047 ha. Obejmuje najwyższe partie wysokogórskiego masywu Retezat, z kulminacją Peleaga (2509 m n.p.m.). Znajdują się tu liczne szczyty o wysokości powyżej 2000 m n.p.m. Na obszarze parku występują ślady działalności lodowców – cyrki, moreny i jeziora (m.in. Bucura, Zanoaga). W obszarze chronione są naturalne lasy bukowe i mieszane lasy bukowo-jodłowo-świerkowe. Na wyższych wysokościach rozpościerają się piętra kosodrzewiny i najrozleglejszych w Rumunii borów z limbą. Występuje tu ok. 1200 gatunków roślin, w tym szczególnie zróżnicowane jastrzębce. Chroniona jest tu także specyficzna dla obszarów górskich fauna z takimi gatunkami jak: niedźwiedzie brunatne, kozice, rysie, z ptaków występują tu m.in. orzeł przedni i sęp płowy.